# Балицяо
Балицяо (кит. 八里桥) — исторический каменный арочный мост через Тунхуэйхэ в Пекине на стыке районов Чаоян и Тунчжоу, построен при династии Мин. «Ба ли цяо» в переводе означает «мост в восьми ли», он был так назван потому, что находился ровно в восьми ли от Тунчжоу.
Во времена императорского Китая мост отмечал собой границу между городом Пекин и провинцией Чжили. Если император отправлялся в путешествие, то до Балицяо его доставляли в паланкине, а у моста он пересаживался на лошадей или в лодку.
Во время Второй Опиумной войны в этих местах состоялось сражение, в котором китайско-маньчжурские войска пытались безуспешно остановить продвижение англо-французских войск к столице. За победу в этом сражении командовавший французскими войсками генерал Шарль Кузен-Монтабан получил от Наполеона III титул «граф Балицяо» (фр. Comte de Palikao).